# Spaanse Onafhankelijkheidsoorlog
De Spaanse Onafhankelijkheidsoorlog (Spaans: Guerra de la Independencia Española, Catalaans: Guerra del Francès) (1808 - 1814) was een gewapend conflict tussen de Spanjaarden, Portugezen en Britten aan de ene kant en de Fransen onder Napoleon aan de andere kant. Het woord "guerrilla" stamt van deze oorlog. Door de zwakte van Spanje tijdens deze periode werd het proces van onafhankelijkheid van Latijns-Amerika in gang gezet.
De oorlog hield het hele Iberisch Schiereiland in zijn greep en wordt in andere talen daarom ook wel de "oorlog van het schiereiland" genoemd (Engels: Peninsular War, Portugees: Guerra Peninsular). In het Catalaans wordt naar de oorlog verwezen met Guerra del Francès, de "Franse oorlog", terwijl men het in Frankrijk heeft over de Spaanse Campagne.
Een Frans leger trok in 1808 Spanje binnen met het excuus koninkrijk Portugal te willen bezetten. Dit bracht in heel Spanje veel verzet teweeg. De oorlog brak uit op 2 mei 1808 toen de burgemeester van Móstoles, Andrés Torrejón, een officieel bevel uitvaardigde om de Spaanse koning Ferdinand VII te helpen, die door Napoleon werd vastgehouden. Na hevige gevechten door heel Spanje werden de Franse troepen in 1813 uiteindelijk door Arthur Wellesley uit Spanje verdreven. Door de nederlagen in Spanje, de Slag bij Leipzig en later de slag om Parijs werd Napoleon gedwongen om troonsafstand te doen en werd hij verbannen naar Elba.

## Aanloop naar de oorlog
Gedurende de laatste jaren van de 18e eeuw en de eerste jaren van de 19e eeuw was Napoleon Spanje al vaker binnengevallen, waartegen de Spaanse koningen en eerste ministers nauwelijks weerstand boden. Tegen het einde van het jaar 1807, besloot Napoleon dat de zwakke monarchie van Karel IV een mooie aanleiding vormde om van Spanje een satellietstaat te maken.

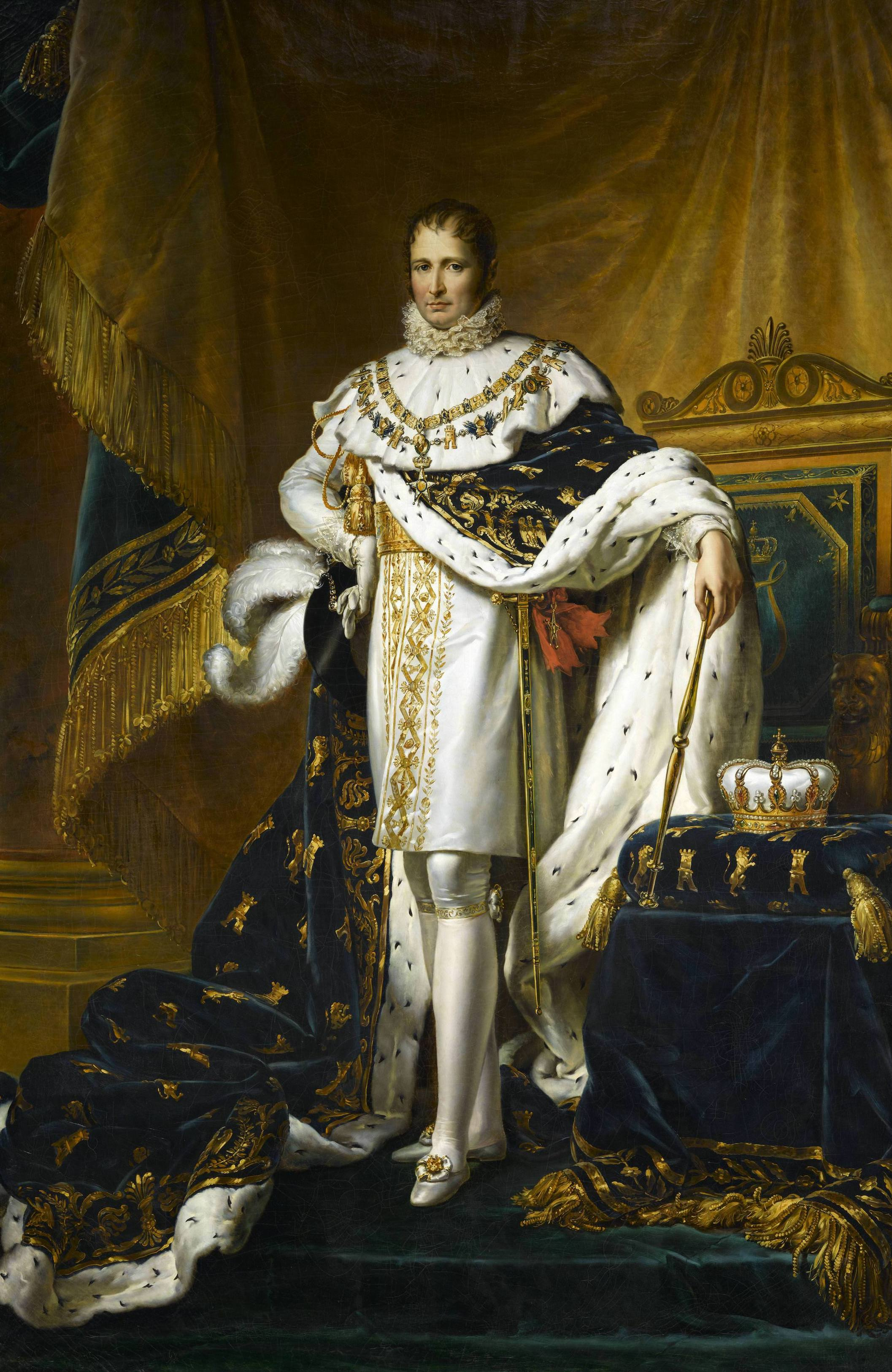
Jozef Bonaparte werd in 1808 door zijn broer Napoleon op de Spaanse troon gezet

Napoleon Bonaparte had reeds Oostenrijk en Rusland verslagen in de Slag bij Austerlitz (1805). Groot-Brittannië had hij verzwakt door middel van het door hem uitgeroepen Continentaal Stelsel, een economische boycot op producten uit Groot-Brittannië. Doordat Portugal zich opstelde als een oude bondgenoot van Groot-Brittannië, tekende Napoleon met Manuel Godoy, de eerste minister onder Karel IV, op 27 oktober 1807 het Verdrag van Fontainebleau. Hierin werd vastgelegd dat de Franse legers Portugal via Spanje mochten aanvallen. Na de aanval zou het noorden van Portugal deel gaan uitmaken van een nieuwe Franse vazalstaat: het koninkrijk Noord-Lusitanië met Karel Lodewijk van Bourbon-Parma als heerser. Het centrale deel van Portugal zou gereserveerd worden als ruilmiddel tegen het door de Britten bezette Gibraltar en Trinidad en het zuiden zou aan Godoy toekomen om er een eigen prinsdom te vestigen.

## Opstand tegen Napoleon

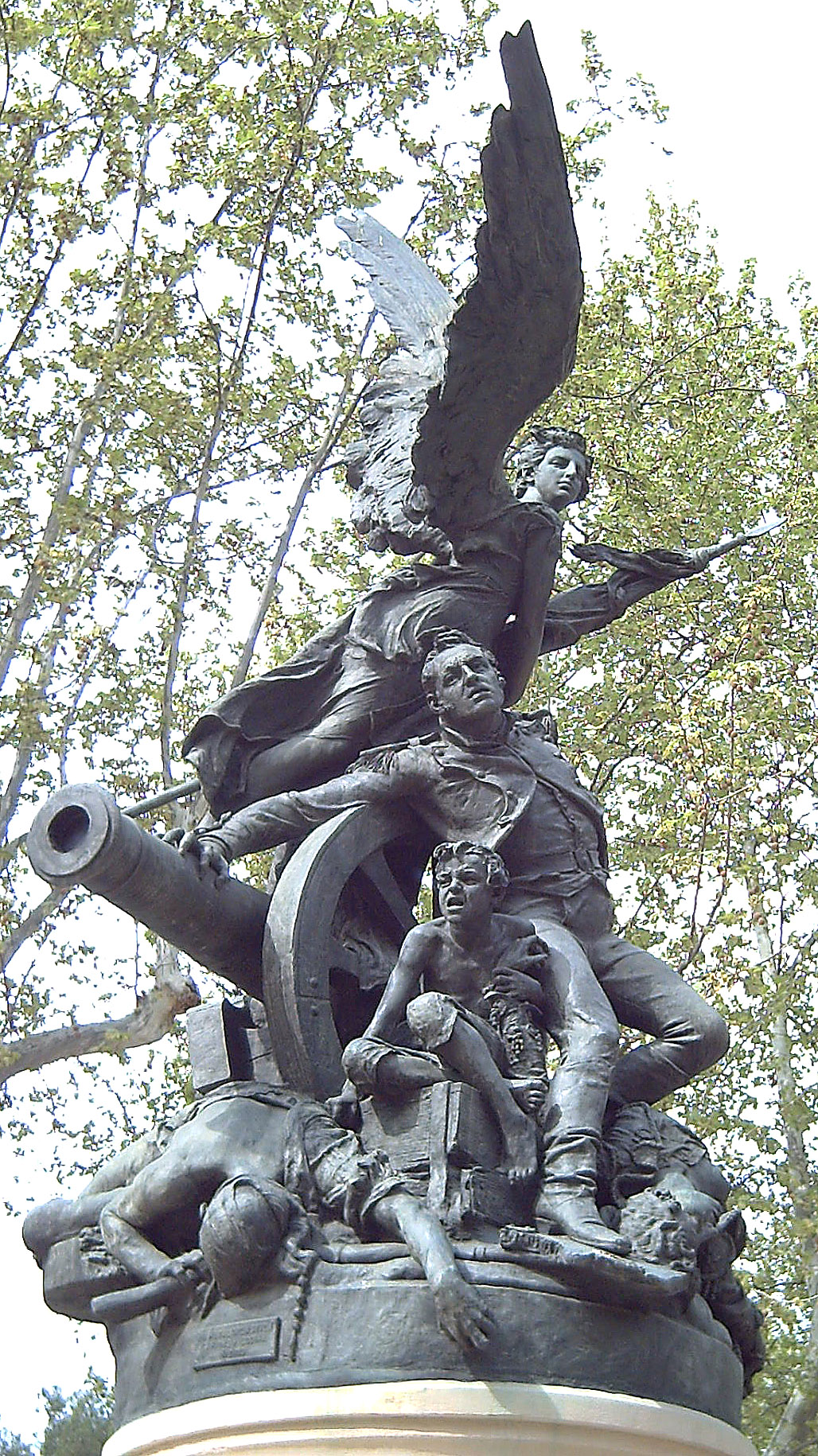
Monument in Madrid ter nagedachtenis van de opstand op 2 mei 1808.

Op 9 februari 1808 staken de troepen van Napoleon de grens met Catalonië over en in de maanden hierna trok Napoleon de rest van het noorden van Spanje binnen en liet de Spaanse kroon in handen vallen van zijn broer Jozef Bonaparte. Op deze manier legde Napoleon het Spaanse overheidsstelsel aan de Franse ketting, en dwong hij de zuiderburen om met de Fransen samen te werken. Het Spaanse volk pikte deze overheersing niet en op 2 mei 1808 kwam het, gesteund door de oproep van de burgemeester van de bij Madrid gelegen stad Móstoles, in opstand in de straten van Madrid. Er werd strijd geleverd op het Puerta del Sol, het centrale plein van de Spaanse hoofdstad en bij de oude Puerta de Toledo (die toen nog niet stond op de plek van de huidige poort). Deze opstand werd door de inmiddels talrijke Franse soldaten hard neergeslagen en de Spaanse legeraanvoerder Pedro Velarde y Santillán kwam bij de hevige gevechten om het leven. Zowel van de opstand op 2 mei als van de massa-executie door de Fransen op 3 mei heeft Francisco Goya een beroemd schilderij gemaakt.
De opstand in Madrid veroorzaakte een kettingreactie door heel Spanje. De plaatselijke bevolking, maar ook de Spaanse legerdivisies kwamen in opstand tegen de Fransen en wisten algauw het bestuur in enkele belangrijke steden over te nemen. Er was de Fransen veel aan gelegen om deze steden weer in handen te krijgen, maar zowel bij Zaragoza als Valencia werden ze teruggedreven. Het hoogtepunt van het Spaanse verzet was de overwinning op de Fransen bij Bailén.

### Portugal
In december 1807 werd het Koninkrijk Portugal door de Franse troepen van maarschalk Jean-Andoche Junot bezet. Toen het nieuws van de Spaanse opstand Portugal bereikte, ontstond er daar ook een opstand tegen de Fransen. Het kwam voor het eerst tot een militair gewapend treffen bij Évora. Het duurde niet lang voordat de Britten de plaatselijke opstandelingen te hulp schoten.

## Hulp van de Britten
De Britse legermacht aan het begin van de 19e eeuw was verzwakt. De troepen die het Europese vasteland betraden leden veelal vernederende verliezen. Dit was de reden dat de Portugezen de Britse hulp in eerste instantie afhielden. Toch werden de Britse troepen die in augustus 1808 in Portugal landden verwelkomd en onder leiding van Arthur Wellesley werd het Portugese leger met Britse troepen versterkt.
De samenwerking tussen de Britten, Portugezen en Spanjaarden om de Fransen het Iberisch schiereiland uit te werken leidde tot vele veldslagen in heel Spanje en Portugal. Honderdduizenden manschappen zond Napoleon de Pyreneeën over om zijn broer Jozef te hulp te schieten in de strijd tegen de geallieerden. Bloedige gevechten leidden tot vele doden aan beide kanten, maar de Fransen werden het vaakst verslagen. Uiteindelijk lukte het de Britten en Portugezen om de Fransen van het Iberisch Schiereiland te verdrijven, met de Slag bij Toulouse op 10 april 1814, vier dagen na Napoleons aftreden, als laatste wapenfeit.

## Guerrilla
Een aanzienlijk deel van de gevechten tijdens de Spaanse Onafhankelijkheidsoorlog werd gevoerd in de (nauwe) straten van steden. Dit bemoeilijkte de strijd van Napoleon die voorheen gewend was met grote overmacht hele steden gemakkelijk in te nemen. De nieuwe manier van oorlog voeren die Napoleons troepen in Spanje tegenkwamen, oorlogjes (guerrilla's) in de grote oorlog, hebben uiteindelijk bijgedragen aan de grote verliezen die Napoleon leed. Het woord guerrilla is zo in het Nederlands ingeburgerd geraakt en wordt gebruikt voor de oorlogsvoering op kleine schaal in steden, waarbij de oorspronkelijke bewoners gesteund door kennis van het terrein vaak overwinnen.
In het geval van de eerste guerrilla, tijdens de Spaanse Onafhankelijkheidsoorlog, waren de verliezen aan beide kanten groot. Ook de Spaanse partizanen, vaak arme straatvechters en anderen uit de lagere klassen van Spanje, werden flink gedecimeerd. De straatvechters die meenden grote overwinningen in de oorlog beloond te zien worden, waren niet gewend aan het verzet van stevig bewapende Franse troepen. Desondanks is de term in de eeuwen na deze oorlog vaker gebruikt en deze manier van oorlogsvoering voor de guerrilla's succesvol gebleken..

## Na afloop
Het einde van de oorlog werd bepaald door het afsluiten van het Verdrag van Valençay, getekend door Ferdinand VII en Napoleon in de Franse stad Valençay, waar Ferdinand werd vastgehouden. Voor Spanje leek de overwinning in eerste instantie goed uit te pakken, maar de Spaanse koning herstelde het bewind over zijn land en er brak een tijd van absolute heerschappij aan, waarin diverse Spaanse groeperingen vervolgd werden en de economie van Spanje in het slop raakte. Ook in Portugal brak een tijd van neergang aan.
Door de oorlog werd bovendien de onafhankelijkheid van de Spaanse en Portugese koloniën in Latijns-Amerika in gang gezet. Tijdens de oorlog waren de Spaanse koloniën van het moederland afgesneden en werden ze geregeerd door plaatselijke junta's. Hiermee kregen koloniën de smaak van onafhankelijkheid te pakken en al snel brak een onafhankelijkheidsoorlog uit. Al in 1811 werd de onafhankelijke republiek Venezuela uitgeroepen en in 1819 volgde Groot-Colombia met Simón Bolívar als president. Brazilië werd onafhankelijk zonder bloedvergieten toen Johan VI van Portugal zichzelf in 1815 tot koning van Brazilië uitriep. In 1830 was héél Zuid-Amerika onafhankelijk, op Suriname, Brits-Guyana en Frans-Guyana na.

## De Spaanse Onafhankelijkheidsoorlog in de kunst

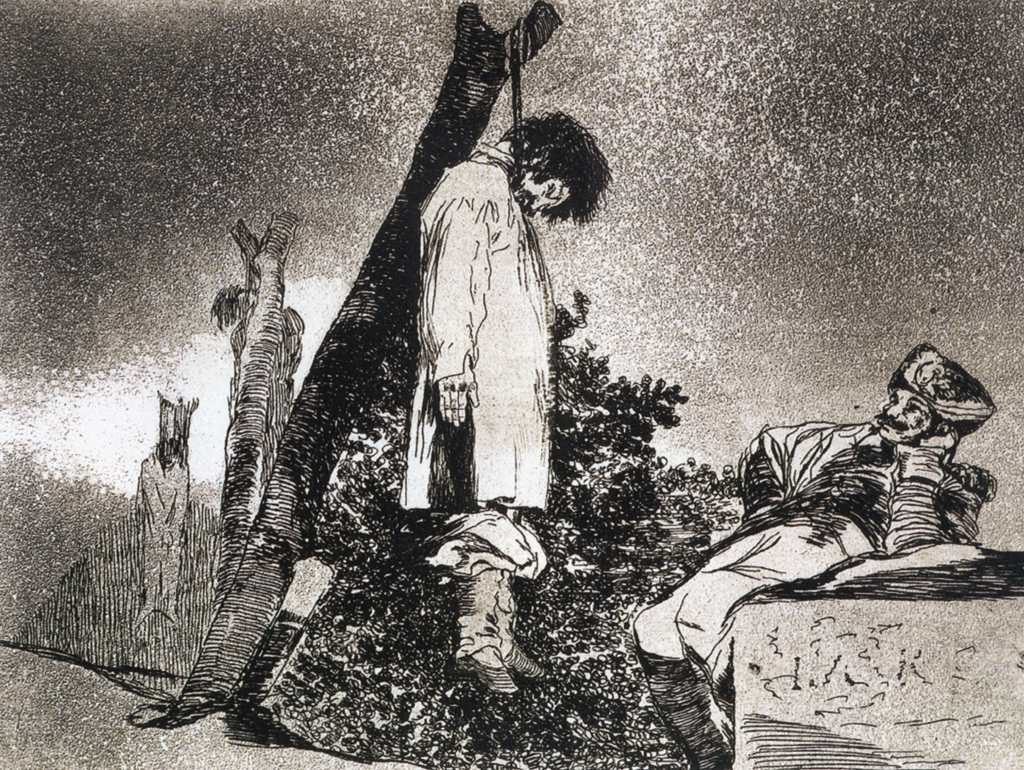
Tekening uit de serie Los desastres de la guerra van Francisco Goya

Veel kunstenaars waren gefascineerd door de Spaanse onafhankelijkheidsoorlog. Er zijn dan ook tal van kunstwerken gemaakt waarin deze oorlog een rol speelt. Vooral de derde mei van het jaar 1808 is een veel terugkomende datum in een reeks kunstobjecten.
De felle burgeropstand in mei 1808 in Madrid werd op doek vastgelegd door de Spaanse schilder Francisco Goya. Goya hoopte dat de Fransen vrijheid zouden brengen en schilderde in 1814 uit teleurstelling het schilderij Tres de Mayo. Het was een aanklacht tegen deze mensonterende gebeurtenis. Het schilderij is te bezichtigen in het Museo del Prado in Madrid.
In het werk van Goya staan de Franse Keizerlijke Garde en de Spaanse vrijheidsstrijders rechtstreeks tegenover elkaar in een smalle ruimte. Goya geeft overduidelijk het verschil tussen deze twee groepen aan. De beulen hebben een voor een hun loop gericht op de slachtoffers en de slachtoffers smeken de beulen om niet te schieten. Opmerkelijk is dat de gebeurtenis zich in het donker afspeelt; Goya werpt licht op deze dramatische gebeurtenis door een lantaarn tussen de twee groepen te plaatsen. De centrale figuur in het kunstwerk is de prachtig verlichte man te midden van bebloede lijken van reeds geëxecuteerde mannen. Zijn armen zijn wijd opengeslagen, wat wijst op overgave. De kleding van de centrale figuur is goed uitgedacht, de kleding heeft namelijk dezelfde kleuren als die van de lantaarn. Aan zijn effen witte overhemd (wit, de kleur van onschuld) en zijn zongebruinde huid is te zien dat deze man waarschijnlijk afkomstig is uit de arbeidersklasse. Naast de centrale figuur is een monnik afgebeeld, die naar het katholieke verleden van Spanje verwijst. De veroordeelde monnik vouwt de handen dan ook in gebed.
Aan de rechterkant staat het vuurpeloton, zij staan in de schaduw en worden afgeschilderd als een monolithische eenheid. Het grootste deel van hun gezichten is onzichtbaar. Geweld is in oorlogen namelijk meestal anoniem, zo ook op dit schilderij. Op de achtergrond van het schilderij is in de nachtelijke verte een stadsgezicht met een kerktoren zichtbaar. In de verte zijn er nog meer mensen zichtbaar, ze dragen fakkels en lijken de gebeurtenis van een afstandje te aanschouwen. Al zou het ook kunnen zijn dat het nog meerdere soldaten en/of slachtoffers betreft. Goya is zelf niet bij gebeurtenis aanwezig geweest, maar stond bekend om zijn grondige onderzoeksmethodes en zijn voorstudies. Het realistische gehalte van de voorstelling is dan ook hoog.
Goya heeft een hele serie kunstwerken gewijd aan de tweede en derde mei van het jaar 1808. Hij heeft vier grote doeken geschilderd ter herdenking aan de opstand. De door Goya gemaakte serie noemde hij Los Desastres de la Guerra. Deze titel geeft aan dat Goya vooral de dramatiek van de oorlog wilde afbeelden.
De strijd van de Spanjaarden tegen de Fransen werd ook gebruikt als achtergrond voor de eerste versie van Carmen, waar Georges Bizet 60 jaar na de oorlog zijn beroemde opera op baseerde.